# Johnny Carson
 Der er for få eller ingen kildehenvisninger i denne artikel, hvilket er et problem. Du kan hjælpe ved at angive troværdige kilder til de påstande, som fremføres i artiklen.

John William Carson (født 23. oktober 1925, død 23. januar 2005) var en amerikansk tv-vært, komiker, forfatter og producer. Han er bedst kendt som vært for The Tonight Show starring Johnny Carson (1962-1992). Carson modtog seks Primetime Emmy Awards, Television Academy's 1980 Governor's Award og en 1985 Peabody Award. Han blev optaget i Television Academy Hall of Fame i 1987. Carson blev tildelt Presidential Medal of Freedom i 1992 og modtog en Kennedy Center Honor i 1993.
Under Anden verdenskrig tjente Carson i flåden. Efter krigen startede Carson en karriere inden for radio. Han skiftede fra radio til tv og fulgte Jack Paar som vært for talkshowet Tonight. Selvom hans show allerede var succesfuldt i slutningen af 1960'erne, blev Carson i løbet af 1970'erne et amerikansk ikon og forblev det selv efter hans pensionering i 1992. Han adopterede en afslappet, samtaletilgang med omfattende interaktion med gæster, en tilgang, der var pioneret af Arthur Godfrey og tidligere Tonight Show-værter Steve Allen og Jack Paar, men forstærket af Carsons lynhurtige vid. Den tidligere Late-Night host og ven David Letterman, såvel som mange andre, har citeret Carsons indflydelse. Han er et kulturelt ikon og almindeligt anset som kongen af sen-aften-tv.

## Tidligt liv og karriere
John William Carson blev født den 23. oktober 1925 i Corning, Iowa, af Ruth Elizabeth (Hook) Carson (1901-1985) og Homer Lloyd "Kit" Carson (1899-1983), en elselskabschef. Han var det andet af tre børn. Han havde en ældre søster, Catherine "Kit" (Carson) Sotzing (1923-2014)[5] og en yngre bror Richard "Dick" Carson (1929-2021). Han voksede op i de nærliggende byer Avoca, Clarinda og Red Oak i det sydvestlige Iowa, før han flyttede til Norfolk, Nebraska, i en alder af otte. Der voksede Carson op og begyndte at udvikle sit talent for at underholde. I en alder af 12 fandt Carson en bog om magi hos en ven og købte straks et postordre-magikersæt. Efter at have købt sættet, øvede Carson sine underholdningsevner på familiemedlemmer med korttricks. Han var kendt for at følge sine familiemedlemmer rundt og sige: "Vælg et kort, hvilket som helst kort." Carsons mor syede en kappe til ham, og hans første optræden blev iscenesat foran den lokale Kiwanisklub. Han debuterede som "The Great Carsoni" i en alder af 14 og blev betalt $3 for et show. Snart fulgte mange andre forestillinger på lokale picnics og amtsmesser. Efter hans dimission fra high school havde Carson sit første møde med Hollywood. Han blaffede til Hollywood, hvor han blev arresteret og idømt en bøde på $50 for at udgive sig for at være en midtskibsmand, en historie, der ofte betragtes som apokryfisk.

## Militærtjeneste
Carson sluttede sig til den amerikanske flåde den 8. juni 1943 og modtog V-12 Navy College Training Program officersuddannelse ved Columbia University og Millsaps College. Carson, som blev ansat som fenrik sent i krigen, blev stationeret ombord på USS Pennsylvania i Stillehavet. Mens han var i flåden, lagde Carson en rekord på 10-0 i amatørboksning, hvor de fleste af hans kampe blev udkæmpet om bord på Pennsylvania. Han var på vej til kampzonen ombord på et troppeskib, da krigen sluttede. Carson fungerede som kommunikationsmedarbejder med ansvar for afkodning af krypterede meddelelser. Han sagde, at højdepunktet i hans militære karriere var at udføre et magisk trick for USA's flådeminister James V. Forrestal. I en samtale med Forrestal spurgte sekretæren Carson, om han planlagde at blive i flåden efter krigen. Som svar sagde Carson nej og fortalte ham, at han ville være tryllekunstner. Forrestal bad ham om at optræde, og Carson svarede med et korttrick. Carson fandt ud af, at han kunne underholde og more en person, der var lige så sur og sofistikeret som Forrestal.

## Uddannelse
Ved at udnytte uddannelsesmulighederne fra flåden gik Carson på University of Nebraska–Lincoln, hvor han sluttede sig til Phi Gamma Delta-broderskabet og fortsatte med at optræde med magi (derefter betalte $25 per optræden). Han tog journalistik som hovedfag med den hensigt at blive komedieforfatter, men skiftede i stedet hovedfaget til tale og drama et par måneder senere, fordi han ønskede at blive radio optræder. Carsons college-afhandling, med titlen "How to Comedy for Radio", var en samling af båndede sketches og vittigheder fra populære radioprogrammer, hvor Carson forklarede den komiske teknik i en voice-over. Det gav ham mulighed for at tage eksamen på tre år. Han dimitterede med en Bachelor of Arts grad i radio og tale med en bifag i fysik i 1949.

## Tidlig radio og fjernsyn
Carson begyndte sin udsendelseskarriere i 1950 på WOW radio og tv i Omaha. Han var snart vært for et morgen-tv-program kaldet Egernens reden. En af hans rutiner involverede at interviewe duer på taget af det lokale retshus, som ville rapportere om den politiske korruption, de havde set. Carson supplerede sin indkomst ved at tjene som ceremonimester ved lokale kirkemiddage – deltagelse af nogle af de samme politikere og borgerledere, som han havde smidt i radioen.
Carson som gæst i Jack Bennys tv-program, 1955
Hustruen til en af de politiske figurer i Omaha, som Carson forfalskede, ejede aktier på en radiostation i Los Angeles, og i 1951 henviste Carson til sin bror, som var indflydelsesrig på det nye tv-marked i det sydlige Californien. Carson sluttede sig til CBS-ejede Los Angeles tv-station KNXT (nu KCBS-TV). I 1953 bad tegneserien Red Skelton - en fan af Carsons "kultsucces" lavbudget sketchkomedieshow, Carson's Cellar (1951 til 1953) på KNXT - Carson om at deltage i hans show som forfatter. I 1954 slog Skelton ved et uheld sig selv bevidstløs under øvelsen, en time før hans liveshow begyndte. Carson udfyldte med succes for ham. I 1955 inviterede Jack Benny Carson til at optræde i et af hans programmer under åbnings- og afslutningssegmenterne. Carson efterlignede Benny og hævdede, at Benny havde kopieret hans bevægelser. Benny forudsagde, at Carson, som gerne indrømmede Bennys betydelige indflydelse på aspekter af hans komiske levering, ville få en succesrig karriere som komiker.
Carson var vært for adskillige shows udover Carson's Cellar, herunder gameshowet Earn Your Vacation (1954) og CBS-varietetet The Johnny Carson Show (1955-1956). Han var gæstepaneldeltager på originalen To Tell the Truth begyndende i 1960, og blev en regulær paneldeltager fra 1961 til 1962. Efter den bedste sendetid The Johnny Carson Show mislykkedes, flyttede han til New York City for at være vært på ABC-TV's Who Do You Trust? (1957-1962). Det var på Who Do You Trust? at Carson mødte sin fremtidige sidemand og straight mand, Ed McMahon. Selvom han troede, at det ville skade hans karriere at flytte til tv i dagtimerne, Hvem stoler du på? var en succes. Det var det første show, hvor han kunne ad lib og interviewe gæster, og på grund af Carsons humor på kameraet, blev showet "det hotteste element på dagtimerne tv" i løbet af hans seks år på ABC.